# Отто фон Ботенлаубен
Отто фон Ботенлаубен (нім. Otto von Botenlauben) — німецький середньовічний поет-мінезингер та хрестоносець.

## Біографія

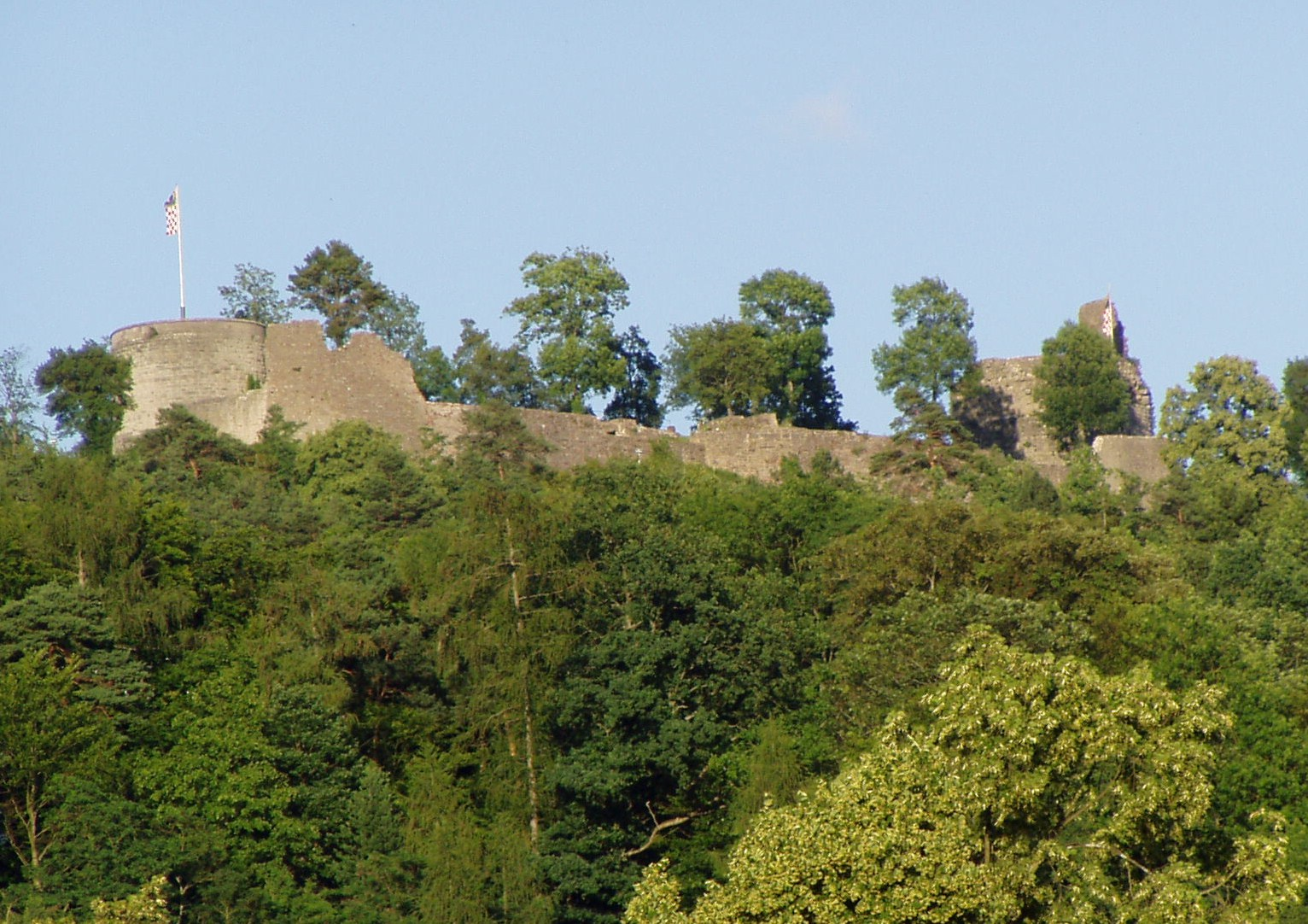
Замок Ботенлаубен

### Походження та сім'я
Отто — четвертий син графа Поппо VI фон Геннеберг  та графині Андекса Софії. Його двоюрідними братами були Генрі IV (маркграф Істрії), Екберт фон Андекс-Меранія (єпископ Бамберга) та Бертгольд V (патріарх Аквілея). Ядвіґа Сілезька була його кузиною, а  Єлезавета Угорська — племінницею по матері.

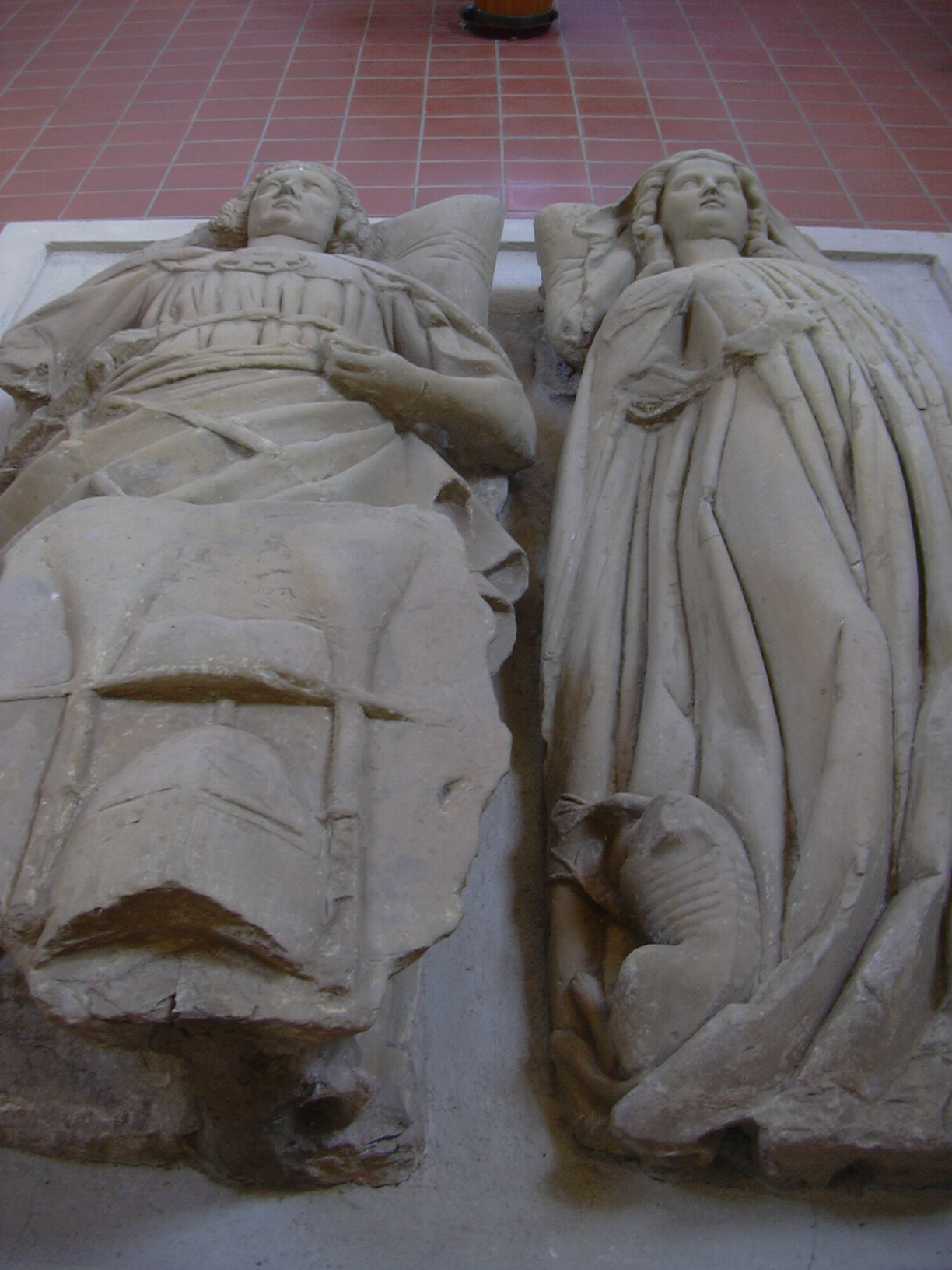
Надгробок графа Отто та графині Беатрис

### Ім'я
У найдавніших записах (1196 та 1197) Отто все ще називали по батьку — «граф фон Геннеберг». 1206  року Отто вперше згадується як «граф фон Ботенлаубен» (на честь замку Ботенлаубен поблизу Кіссінгена; його руїни збереглись до наших днів).

### Хрестоносець
Отто згаданий у документах 1197 року при дворі імператора Генрі VI, в Італійському поході якого він брав участь. Згідно з цим записом, під проводом Генрі VI він вирушив у хрестовий похід до Святої Землі та зробив кар'єру в Єрусалимському королівстві. Здобувши славу та багатство, 1208 року одружився з Беатріс де Куртене, спадкоємицею Жослена III де Куртене. 1220 року продав усі свої маєтки Тевтонському ордену та остаточно повернувся в Німеччину, де протягом наступних років знову неодноразова з'являвся при імператорському дворі. 1234 року Отто продав заком Ботенлаубен єпархії Вюрцбурга. Обидва його сини, Отто та Генрі, як і його внук Альберт, стали монахами, тому генеалогічна лінія Отто вимерла, не залишивши нащадків.

### Засновник монастиря
1231 року Отто та його дружина заснували цистерціанський жіночий монастир Фрауенрот, де згодом і були поховані. Монастир зруйнували під час Тридцятирічної війни, але надгробок Отто та Беатріс зберігся до наших днів.

## Творчість

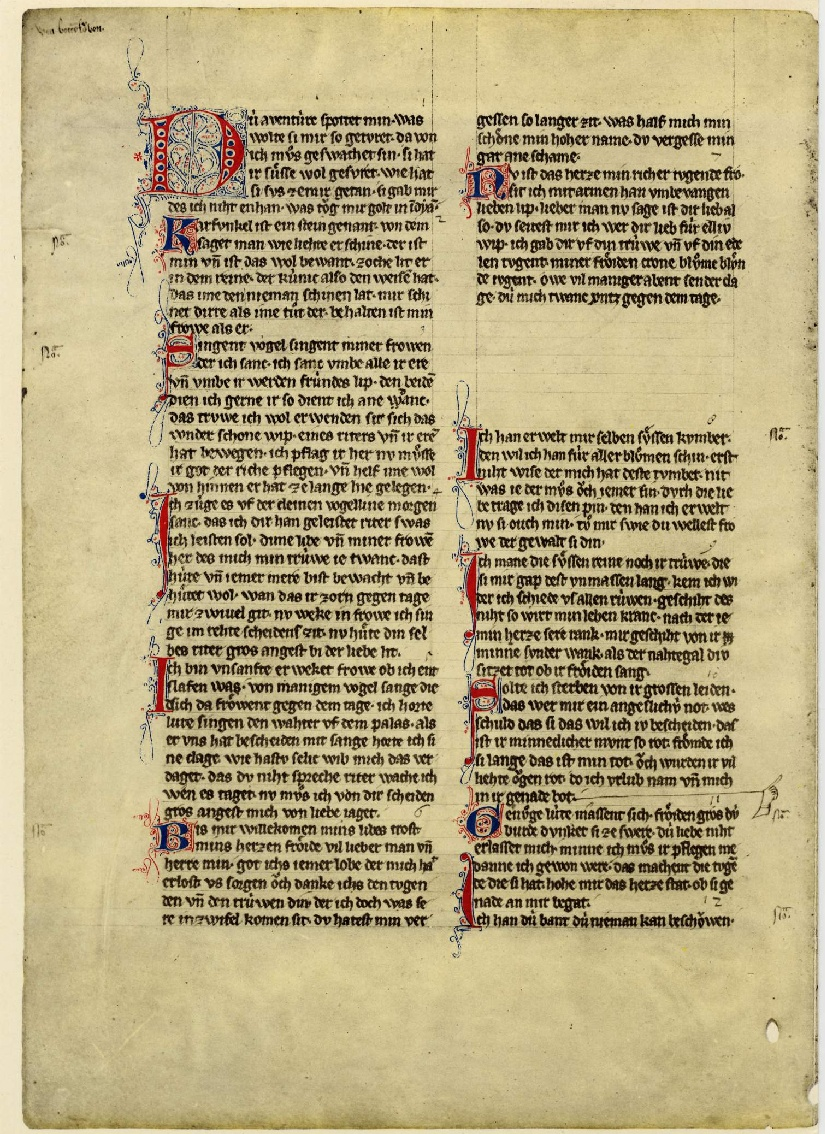
З «Манесського кодексу»

Отто фон Ботенлаубен — один із мінезингерів, твори якого увійшли до «Манесського кодексу». У цьому рукописі записано більше десяти таґелідів ( «пісні дня»), любовних пісень та лейхів. Його тексти також містяться у «Вайнгартнерському пісеннику»,  «Малому гайдельбергерському пісеннику» та рукописі «Карміни Бурани».
Отто фон Ботенлаубен є автором важливої для історії літератури строфи про Карбункул (коштовний камінь; червоний ґранат):
Karbvnkel ist ain stain genant,
von dem saget man, wie lieht er schine.
der ist min - vnd ist das wol bewant:
zu loche lit er in dem rine.
der kvnig also den waisen hat,
das ime den nieman schinen lat.
mir schinet dirre als ime tvt der:
behalten ist min vrowe als er.

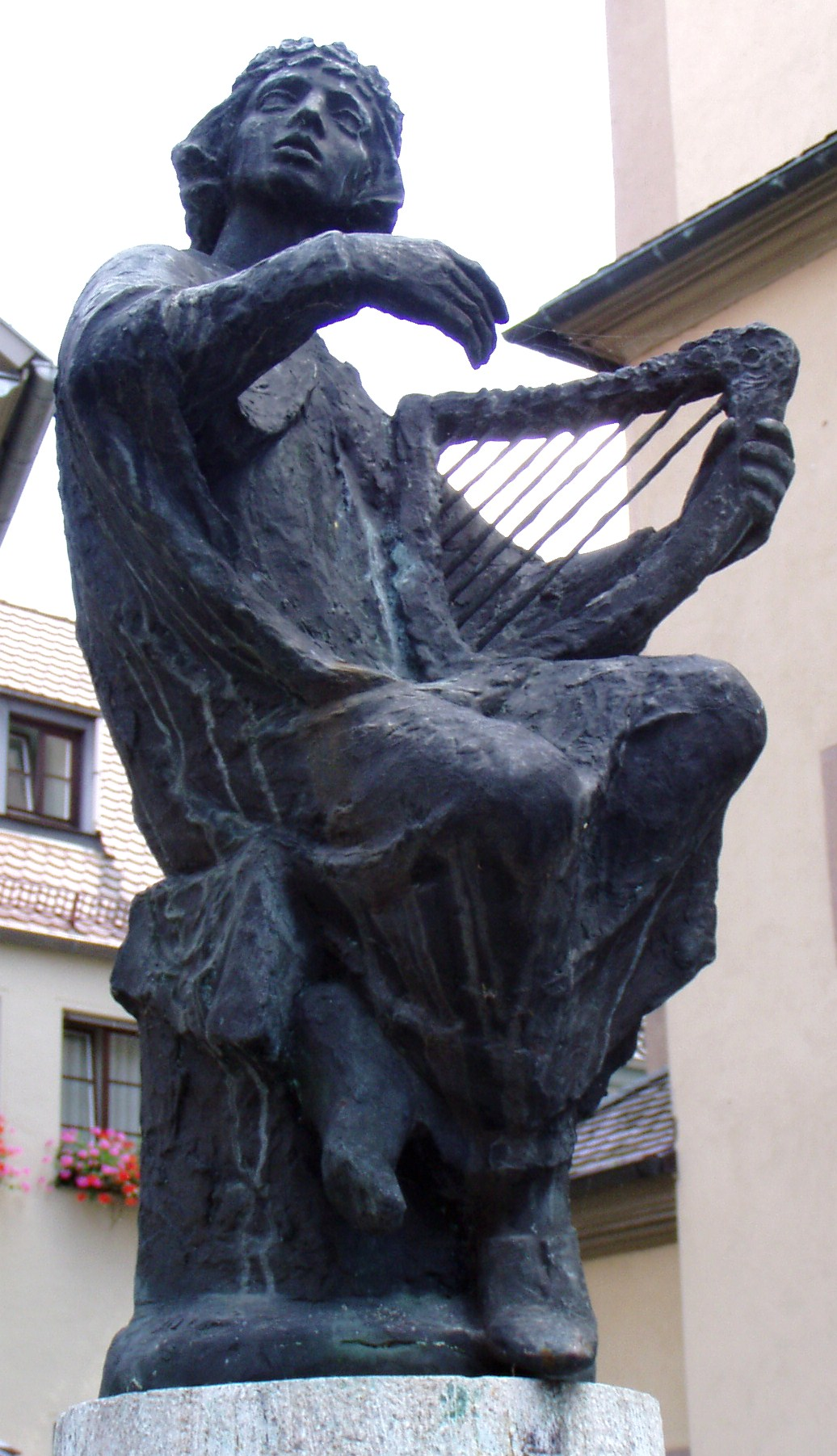
Отто фон Ботенлаубен

Отто був знайомий із «Піснею про Нібелунгів», адже четвертий рядок строфи беззаперечно містить натяк на цей твір — затоплені Гагеном у Рейні скарби нібелунгів. Цей його вірш міг би слугувати ключем для датування епічної поеми, однак описаний коштовний камінь згадується в тексті Альберта Великого (бл.1250 року) та в одному інвентарному описі 1350 року, а «Пісня про Нібелунгів» з'явилася на початку 13 століття. Таким чином, Waise («Сирота» — так називали цей коштовний камінь з імператорської корони) не міг загубитися на дні річки.
П'ятий рядок є алюзією на найкрасивіший та найцінніший камінь (Карбункул) з імператорської корони, який тут, як і в Вальтера фон Фогельвейде, є pars pro toto під яким розуміється повна імператорська влада. Під королем, від якого приховується корона з Waise («Сирота»), розуміється один із двох королів-співправителів періоду Гогенштауфенів, який не володів імператорською короною щонайменше під час коронації. Такими королями-співправителями без імператорської корони були Оттон IV Брауншвейгський (1198 р.; імператорська корона належала Філіппу Швабському); 1208 року той самий Оттон IV, який вже був єдиним королем (корону цього разу приховував в замку Тріфельс єпископ Шпейєра Конрад); у 1215 — 1219 рр. Фрідріх II (королівська корона належала Оттону IV).

### Першоджерело
- Otte von Bottenlouben. In: Carl von Kraus: Deutsche Liederdichter des 13. Jahrhunderts. Band 1: Text. 2. Auflage, durchgesehen von Gisela Kornrumpf. Niemeyer, Tübingen 1978, ISBN 3-484-10284-5, S. 307–316 (= Nr. 41).

### Додаткова література
- Klaus Dieter Jaehrling: Die Lieder Ottos von Bodenlouben. Lüdke, Hamburg 1970, ISBN 3-920588-05-3 (Geistes- und sozialwissenschaftliche Dissertationen 5), (Zugleich: Hamburg, Fachbereich Sprachwiss., Diss. 1970).
- Joachim Kröll: Otto von Botenlauben. In: Archiv für Geschichte von Oberfranken. 40, 1960, ISSN 0066-6335, S. 83–107.
- Joachim Kröll: Otto von Botenlauben. In: Wolfgang Buhl: Fränkische Klassiker. Eine Literaturgeschichte in Einzeldarstellungen. Nürnberger Presse, Nürnberg 1971, ISBN 3-920701-28-3, S. 74–84.
- Norbert H. Ott. Henneberg-Botenlauben, Otto Graf von. // Neue Deutsche Biographie. Berlin, 1969, Band 8, S. 538 f. (Digitalisat).
- Silvia Ranawake: Otto von Botenlauben. In: Verfasserlexikon. Band 7, 1989, Spalte 208–213.
- Minnesangs Frühling, Knud Seckel (Hrsg.): Singet Vogel, singet Otto von Botenlauben, Walther von der Vogelweide, Wolfram von Eschenbach, Verlag Der Spielleute, CD 2607 2016
- Peter Weidisch: Otto von Botenlauben. Minnesänger, Kreuzfahrer, Klostergründer. Schöningh, Würzburg 1994, ISBN 3-87717-703-4 (Bad Kissinger Archiv-Schriften 1).
- Rudolf Kilian Weigand: Vom Kreuzzugsaufruf zum Minnelied. Überlieferungsformen und Datierungsfragen weltlicher Minnelyrik. In: Marcel Dobberstein (Hrsg.): Artes liberales. Karlheinz Schlager zum 60. Geburtstag. Schneider, Tutzing 1998, ISBN 3-7952-0932-3, S. 69–92 (Eichstätter Abhandlungen zur Musikwissenschaft 13).